# Europäisches Zentrum des deportierten Widerstandskämpfers
Das Europäische Zentrum des deportierten Widerstandskämpfers (frz. Centre européen du résistant déporté, CERD) ist ein französisches Museum auf dem Gelände der Gedenkstätte des ehemaligen deutschen KZ Natzweiler-Struthof.
Der Neubau wurde im November 2005 durch den damaligen Staatspräsidenten Jacques Chirac eingeweiht. Auf den Fundamenten eines Betonbunkers errichtet ermöglicht es einen Blick auf das Schicksal Deportierter im Zeitalter des Nationalsozialismus. 
Das von Architekt Pierre-Louis Faloci entworfene Museumsgebäude ist in dunklen Farben gehalten, auch die Innenräume wirken düster und grau. Filme in französischer, englischer und deutscher Sprache zeigen die Geschichte von gefangen genommenen und deportierten Widerstandskämpfern im Zweiten Weltkrieg. An Computer-Terminals können Informationen zu vielen anderen deutschen Konzentrationslagern recherchiert werden.
Im Jahr 2023 kamen fast 226.000 Besucher.